# Ria Bosman
Ria Bosman (Beveren-Waas, 1956) is een Belgisch kunstenares, wonende en werkzaam te Gent. In 1979 studeerde ze af in de richting monumentale kunsten aan Sint-Lucas te Gent.
Typerende aan het werk van Ria Bosman is de combinatie van traditionele schildertechnieken en het stapelen van meerdere textiellagen op doek. Ria Bosman wordt vertegenwoordigd door de Gentse kunstgalerij van Tatjana Pieters en haar werk bevindt zich in private en openbare collecties in Europa, zoals de collectie van Design Museum Gent.

## Prijzen
Het oeuvre van Ria Bosman werd bekroond door en kwam in aanmerking voor verschillende prijzen, zowel nationaal als internationaal: 
- 1980: ’Jugend gestaltet 1980’, Internationale Handwerksmesse, München[5]
- 1993: Laureaat voor de 'Provincial award East-Flanders for Textile and Weaving Art' (België)
- 2003: nominatie voor de Henry van de Velde award ‘Best Product’, Brussel
- 2014: Canada Council Travel Grant to Professional Artists (Canada)